# Municipio de Alliance (Minnesota)
El municipio de Alliance (en inglés: Alliance Township) es un municipio ubicado en el condado de Clay en el estado estadounidense de Minnesota. En el año 2010 tenía una población de 235 habitantes y una densidad poblacional de 2,5 personas por km².

## Geografía
El municipio de Alliance se encuentra ubicado en las coordenadas 46°40′27″N 96°36′38″O / 46.67417, -96.61056. Según la Oficina del Censo de los Estados Unidos, el municipio tiene una superficie total de 94.1 km², de la cual 94,1 km² corresponden a tierra firme y (0 %) 0 km² es agua.

## Demografía
Según el censo de 2010, había 235 personas residiendo en el municipio de Alliance. La densidad de población era de 2,5 hab./km². De los 235 habitantes, el municipio de Alliance estaba compuesto por el 97,45 % blancos, el 0,85 % eran afroamericanos, el 1,28 % eran amerindios y el 0,43 % eran de una mezcla de razas. Del total de la población el 2,55 % eran hispanos o latinos de cualquier raza.